# Kontrewers (Mazovie)
Pour les articles homonymes, voir Kontrewers.
Kontrewers (prononciation : [kɔnˈtrɛvɛrs]) est un village polonais de la gmina de Strzegowo dans le powiat de Mława de la voïvodie de Mazovie dans le centre-est de la Pologne.

## Histoire
De 1975 à 1998, le village appartenait administrativement à la voïvodie de Ciechanów.